# Wydawnictwo Bauer
Wydawnictwo Bauer – wydawca prasowy działający w Polsce od listopada 1991, specjalizujący się w prasie rozrywkowej, poradnikach oraz magazynach telewizyjnych. Wydawnictwo wchodzi w skład niemieckiego holdingu Bauer Media Group, do której należy także Grupa RMF.
Posiada dwa oddziały: 
- redakcje w Warszawie i Wrocławiu
- drukarnie w Ciechanowie i Wykrotach.

## Portfolio[1]
- luksusowe
  - Pani
  - Twój Styl
  - Twój Styl Man
  - Show

- kulinarne
  - Przepisy czytelników
  - 100 Rad. Przepisy i Diety
  - Ciasta Czytelników
  - Durszlak
  - Przepisy na Zdrowie

- ogrodnicze
  - Mam Ogród
  - 100 Rad. Moja piękna działka

- poradnikowe
  - Świat kobiety
  - Kobieta i Życie
  - Tina
  - Naj
  - Olivia
  - Przyjaciółka
  - Pani Domu
  - Poradnik Domowy
  - Poradnik 50+
  - 100 Rad
  - Cała ty!
- poradniczo-rozrywkowe
  - Chwila dla Ciebie
  - Na Żywo
  - Rewia
  - Świat i ludzie
  - Takie jest życie
  - Twoje Imperium
  - Życie na Gorąco
  - Dobry Tydzień
  - Retro
  - Relaks
  - Nostalgia
  - Cuda i Objawienia
  - Ludzie i Wiara
  - Z Życia Wzięte
  - Sukcesy i Porażki
  - Barwy Szczęścia
  - Bliżej Ciebie
  - Historie Niesamowite
  - Najlepsze Historie
  - Kalejdoskop Losów
- młodzieżowe
  - Bravo Sport
  - Tube News
- komputerowe
  - Crafter
  - Mycraft
- telewizyjne
  - Kurier TV
  - Super TV
  - Świat Seriali
  - Tele Max
  - Tele Świat
  - Tele Tydzień
  - To & Owo
  - TV 14
  - TV Spielfilm
  - Netfilm
- motoryzacyjne
  - Auto Moto
  - Motor
  - Motor Poradnik Kupującego
  - Car Polska
- popularnonaukowe
  - Świat Wiedzy
  - Świat Wiedzy Historia
  - Sekrety Medycyny
  - Świat Wiedzy Kosmos
  - Świat Tajemnic
  - Świat wiedzy Smart